# Agri-Norcold A/S
Constellation Cold Logistics Denmark A/S (1964 - 2025 Agri-Norcold A/S) er en dansk virksomhed, der driver frysehuse. Virksomheden blev etableret i 1964, da Agricold A/S, Esbjerg overtog Norcold A/S, Hobro. Selskabet var ejet af Frode Laursen-Gruppen og slagterierne Danish Crown. Siden 2024 er det en del af norske Constellation Holding Norway.
Hovedkontoret og den centrale administration er placeret i Hobro. Medarbejderstaben tæller sammenlagt ca. 500 ansatte. 
Administrerende direktør er Jan Børglum Nielsen, mens Thorkil Svendsen Andersen er bestyrelsesformand.
Firmaet ejes af Thorkild Andersen Holding A/S og Danish Crown A/S.
Agri-Norcold er fødevareindustriens servicepartner indenfor indfrysning, frostvarehåndtering og lagring af fødevarer i Danmark. Med udvidelsen i Vejen i 2011, er Agri-Norcold nu også i besiddelse af Nordeuropas største frysehus.
Agri-Norcold har 13 frostvareterminaler med tilsammen 1.000.000 m³ frostlagre.

## Eksterne link
www.agri-norcold.dk Arkiveret 22. august 2009 hos  Wayback Machine